# Середньодонецький заказник
Середньодоне́цький зака́зник — лісовий заказник місцевого значення в Україні. Об'єкт природно-заповідного фонду Харківської області. 
Розташований на території Зміївського району Харківської області, на північ від села Мохнач і селища Лісне. 
Площа 1389 га. Статус присвоєно згідно з рішенням облради від 20.03.2001 року. Перебуває у віданні ДП «Скрипаївське навчально-дослідне лісове господарство» Харківського національного аграрного університету ім. В.В. Докучаєва (Мохначанське л-во, кв. 11, 20—22, 30, 40, 41, 50, 51, 58, 59; Скрипаївське л-во, кв. 1—7, 10—19, 22—33). 
Статус присвоєно для збереження типових лісових ландшафтів у середній течії річки Сіверський Донець: пагористий правий берег і плато, заплаву і надзаплавну борову терасу. На правобережжі зростають рослинні угруповання, занесені до Зеленої книги України: дубові ліси татарськокленові; асоціації липово-дубових і кленово-липово-дубових лісів волосистоосокових. На лівобережжі охороняються соснові ліси природного походження і лісові культури, створені в ХІХ ст. в період існування тут військових поселень. 

Заказник є навчальною базою Харківського національного аграрного університету ім. В. В. Докучаєва.

## Галерея

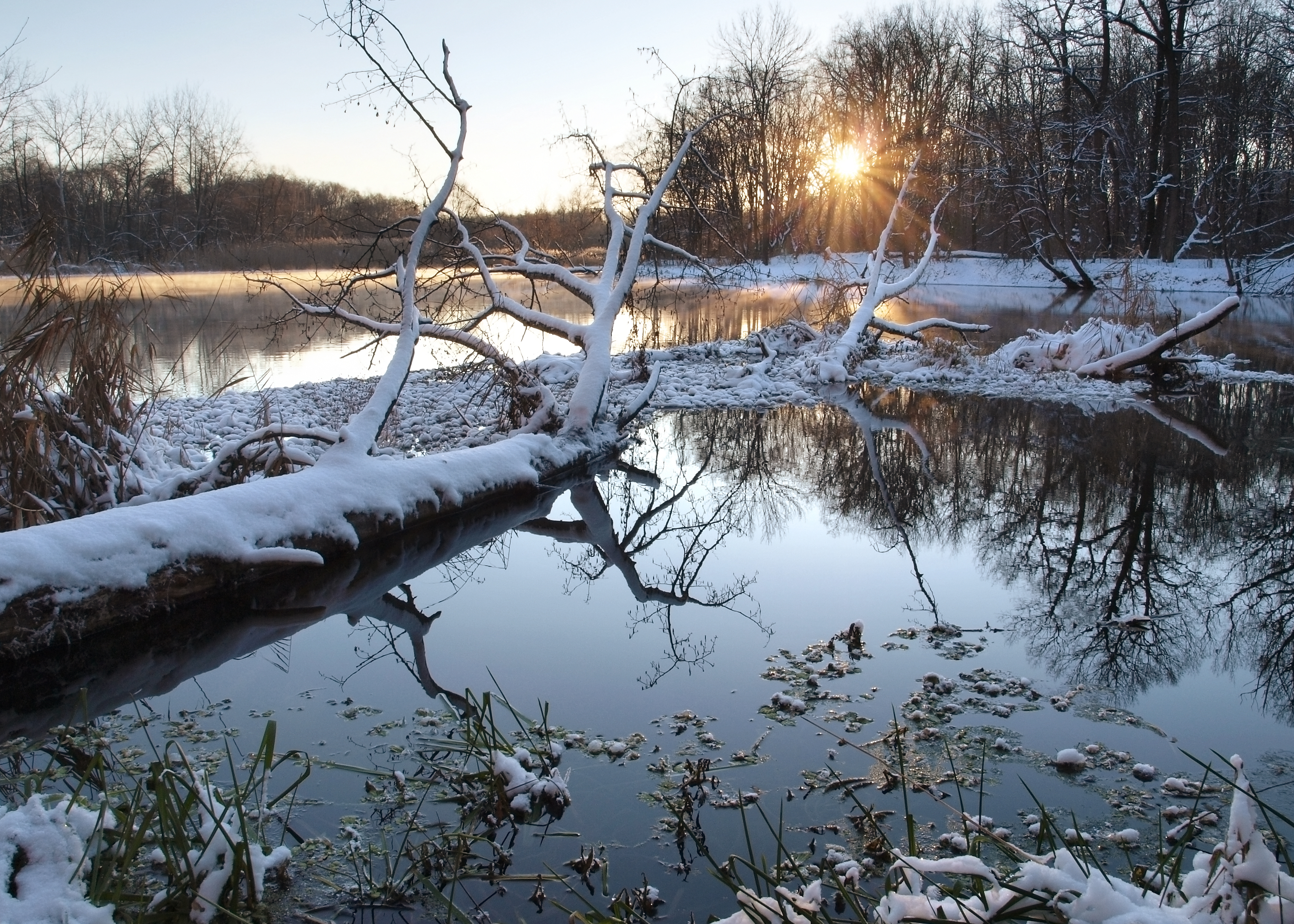
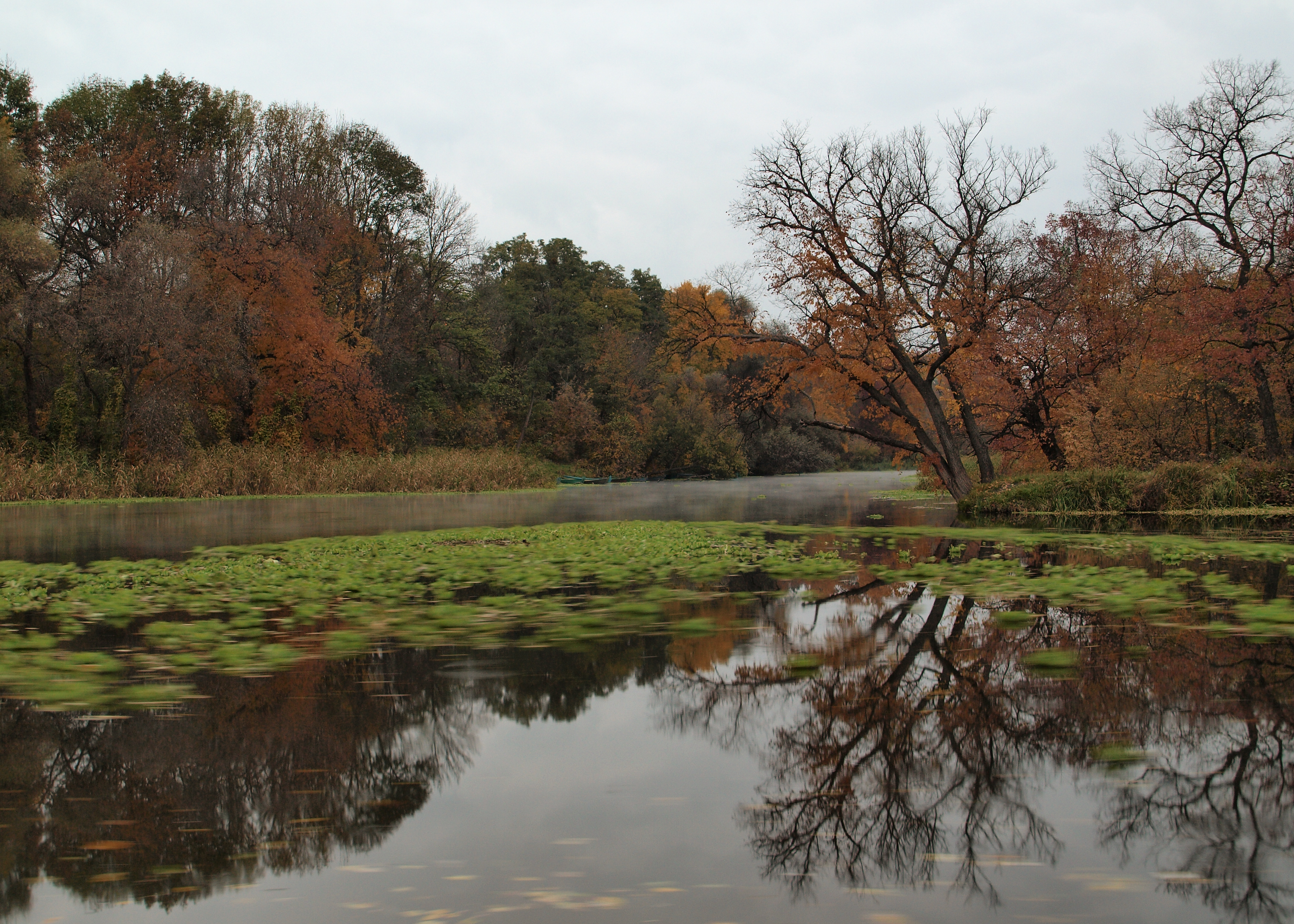
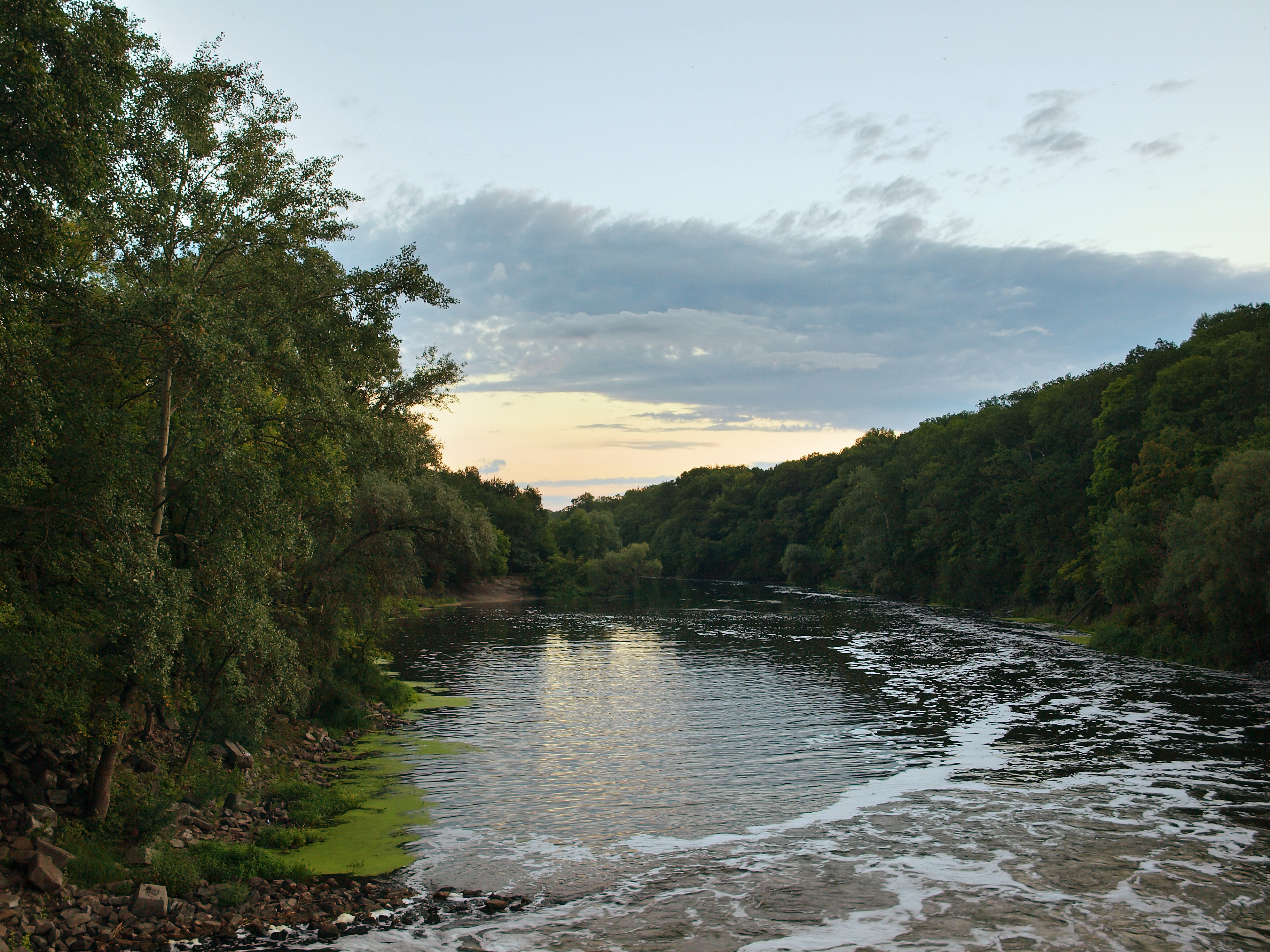